# Stalin Morocho
Stalin Morocho (Cuenca, Ecuador; 13 de mayo de 1998) es un futbolista ecuatoriano. Juega como centrocampista y su equipo actual es el Deportivo Cuenca de la Serie A de Ecuador.

## Trayectoria
Inició su trayectoria futbolística en las formativas del Deportivo Cuenca a la temprana edad de 8 años, permaneciendo en el club hasta los 18 años. Posteriormente, se unió al equipo Club Deportivo Estudiantes, compitiendo en la categoría de ascenso del fútbol ecuatoriano.
En el año 2018, Morocho se trasladó al Atenas Fútbol Club y, al año siguiente, se unió al Club Deportivo Estrella Roja, donde demostró su talento en el campo.
Durante el mismo año 2019, pasó al equipo de la Serie B de Ecuador, Gualaceo Sporting Club. Su destacado desempeño fue fundamental para lograr el ascenso a la primera categoría del fútbol ecuatoriano, bajo la dirección de Leonardo Vanegas.
El 29 de diciembre de 2023, Stalin Morocho firmó un contrato por dos años con el Deportivo Cuenca, regresando así a su club de origen.
Morocho se ha destacado en el fútbol azuayo de ascenso, y esto se refleja en los logros alcanzados.

## Estadísticas

### Clubes
Actualizado al último partido disputado el 18 de agosto de 2025.
| Estudiantes · Ecuador      | 3.ª                 | 2016                | 3   | 1  | — | — | — | — | 3   | 1  |
| Estudiantes · Ecuador      | Total club          | Total club          | 3   | 1  | 0 | 0 | 0 | 0 | 3   | 1  |
| Atenas F. C. · Ecuador     | 3.ª                 | 2018                | 20  | 8  | — | — | — | — | 20  | 8  |
| Atenas F. C. · Ecuador     | Total club          | Total club          | 20  | 8  | 0 | 0 | 0 | 0 | 20  | 8  |
| Estrella Roja · Ecuador    | 3.ª                 | 2019                | 10  | 5  | — | — | — | — | 10  | 5  |
| Estrella Roja · Ecuador    | Total club          | Total club          | 10  | 5  | 0 | 0 | 0 | 0 | 10  | 5  |
| Gualaceo S. C. · Ecuador   | 2.ª                 | 2019                | 4   | 0  | — | — | — | — | 4   | 0  |
| Gualaceo S. C. · Ecuador   | 2.ª                 | 2020                | 12  | 2  | — | — | — | — | 12  | 2  |
| Gualaceo S. C. · Ecuador   | 2.ª                 | 2021                | 22  | 0  | — | — | — | — | 22  | 0  |
| Gualaceo S. C. · Ecuador   | 1.ª                 | 2022                | 9   | 0  | 1 | 0 | — | — | 10  | 0  |
| Gualaceo S. C. · Ecuador   | 1.ª                 | 2023                | 26  | 2  | — | — | — | — | 26  | 2  |
| Gualaceo S. C. · Ecuador   | Total club          | Total club          | 73  | 4  | 1 | 0 | 0 | 0 | 74  | 4  |
| Deportivo Cuenca · Ecuador | 1.ª                 | 2024                | 8   | 0  | 0 | 0 | 0 | 0 | 8   | 0  |
| Deportivo Cuenca · Ecuador | 1.ª                 | 2025                | 10  | 0  | 0 | 0 | 0 | 0 | 10  | 0  |
| Deportivo Cuenca · Ecuador | Total club          | Total club          | 18  | 0  | 0 | 0 | 0 | 0 | 18  | 0  |
| Total en su carrera        | Total en su carrera | Total en su carrera | 124 | 18 | 1 | 0 | 0 | 0 | 125 | 18 |
| 1.                         |                     |                     |     |    |   |   |   |   |     |    |